# Apaščia
Apaščia (pol. Oposzcza) – rzeka w północnej części Litwy, w rejonach rakiszeckim i birżańskim, lewy dopływ Niemenka. Ma 91 km długości, a jej dorzecze zajmuje powierzchnię 894 km². Źródła znajdują się na południowy wschód od Ponedeli. Płynie po Równinie Muszy i Niemenka w kierunku północno-zachodnim i uchodzi do Niemenka w miejscowości Nemunėlio Radviliškis. Dopływami rzeki są: Daržupys, Lakštutė, Kraščia, Apaštėlė (lewe), Apaštėlė, Dunajus, Paršupis, Rovėja, Aukštoji Gervė, Žemoji Gervė (prawe). Przepływa przez jeziora Kilučiai i Širvėna. Na odcinku 47 km od ujścia koryto jest uregulowane, ma 6–25 m szerokości i 0,5–4 m głębokości. Prąd osiąga prędkość 0,1–0,2 m/s. Spadek rzeki wynosi 0,7 m/km. Średni przepływ wynosi 5,2 m³/s. W latach z mniejszą ilością opadów rzeka miejscami wysycha.